# José Bento Pessoa

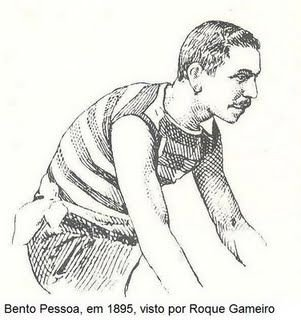
José Bento Pessoa

José Bento Pessoa (* 7. März 1874 in Figueira da Foz; † 1954 in Lissabon) war ein portugiesischer Radrennfahrer.
Bento Pessoa begann seine sportlichen Aktivitäten mit Schwimmen, Leichtathletik und Rudern, bis er als Torhüter ein aktiver Fußballspieler wurde. Nach einem Knöchelbruch riet ihm der Arzt zum Radfahren, als eine der wenigen Möglichkeiten des Sports nach seinem komplizierten Bruch. 1891, mit 17 Jahren, sah er sich ein Radrennen an und entwickelte fortan einen enormen sportlichen Ehrgeiz darin.
1896 zog er nach Lissabon, wo er von Brennabor- auf Raleigh-Fahrräder umstieg. Er wurde der erste Sportler in Portugal, der seinen Lebensunterhalt mit Sport bestritt. So bezahlte ihm das Handelshaus Casa M. A. Esteves 40.000 Réis im Monat. Zusätzlich gewann er regelmäßig weitere Preisgelder, etwa beim Grande Prémio Internacional in der Radrennbahn Velódromo D. Carlos, bei dem er 100.000 Réis gewann, oder die Strecke von Caldas da Rainha nach Lissabon, die er in 5h12m zurücklegte, wofür er mit einer 20.000 Réis teuren Goldmünze und einem gleichen Betrag in bar belohnt wurde.
1897 bestritt Bento Pessoa eine Saison in Spanien, wo er bei der ersten spanischen Radrennmeisterschaft, den 100 km von Ávila, spanischer Meister wurde, und bei 68 weiteren Rennen alle 68 gewann. So brach er am 27. Mai 1897 im Velódromo de Ciudad Lineal, dem späteren Estadio de Chamartín, im Madrider Stadtteil Chamartín, mit seinem modernen, neuneinhalb Kilogramm schweren Raleigh-Rad den damals amtierenden Geschwindigkeitsrekord des Franzosen Edmond Jacquelin, indem er die 500 Meter in 33 1/5 Sekunden zurücklegte. Es folgten eine Reihe Wettrennen in Frankreich, Italien, Belgien, und Deutschland. In der Schweiz, wo Bento Pessoa zeitweise als Spanier angekündigt wurde, kam es zum Rennduell mit dem dortigen Radrennidol Théodore Champion, das Bento Pessoa für sich entschied, und bei dem die damalige Presse dem Portugiesen eine spektakuläre Höchstgeschwindigkeit von 70 km/h attestierte.

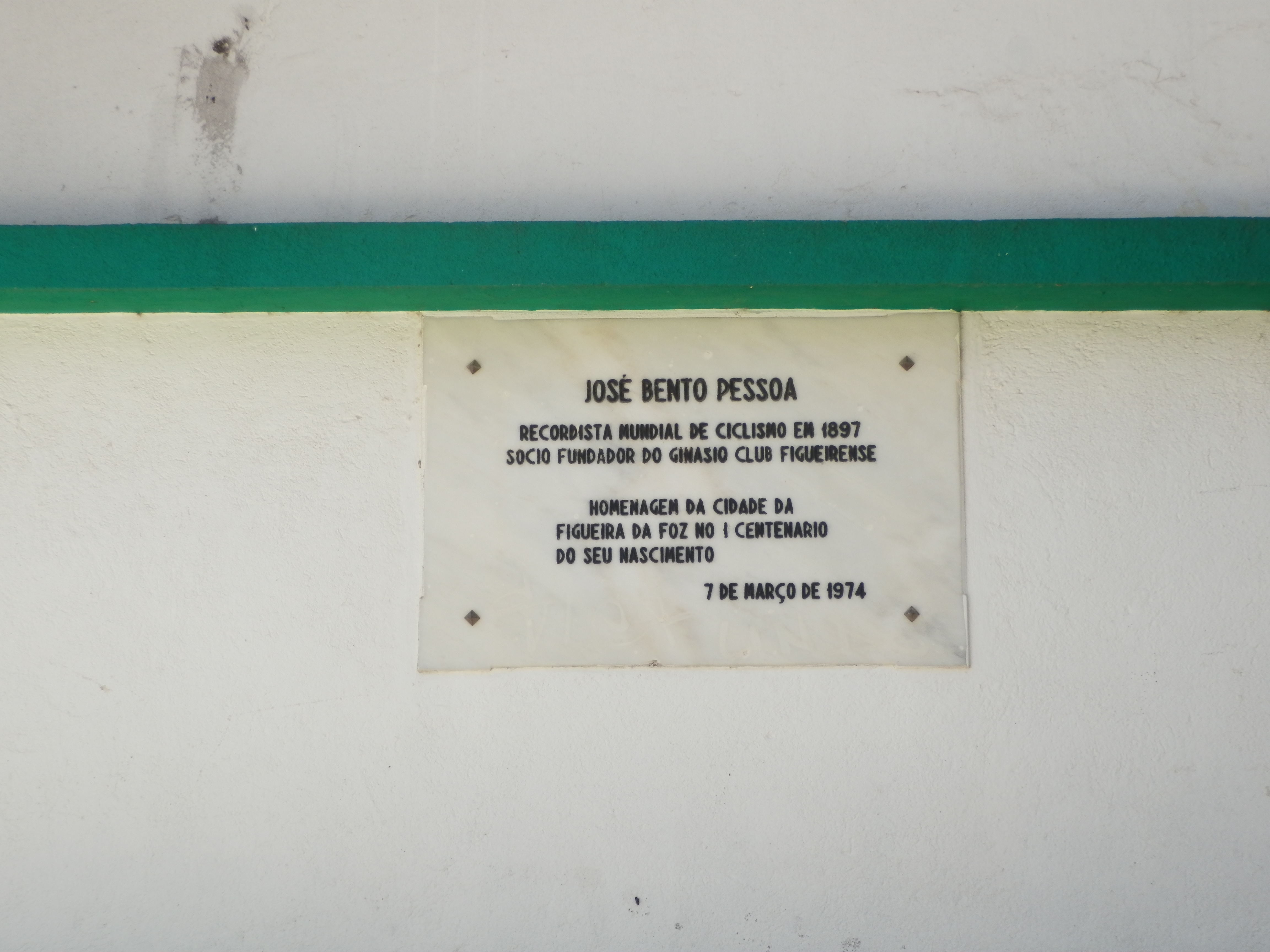
Gedenktafel im Estádio Municipal José Bento Pessoa

Er war Gründungsmitglied des Ginásio Clube Figueirense, einem am 1. Januar 1895 in seiner Heimatstadt gegründeten Sportverein. Das Heimstadion des Profi-Fußballvereins Naval 1º de Maio, das Estádio Municipal José Bento Pessoa in Figueira da Foz, trägt seit der Eröffnung 1953 seinen Namen.